# Small Time Crooks
Small Time Crooks (Granujas de medio pelo en España, Pícaros ladrones en México y Ladrones de medio pelo en Argentina) es una película estadounidense de comedia-crimen de 2000 escrita y dirigida por Woody Allen. Está protagonizada por Allen, Hugh Grant, Elaine May y Tracey Ullman.
Small Time Crooks recibió críticas positivas de los críticos. Ullman también recibió una nominación para un Globo de Oro a la mejor actriz - comedia o musical, y May ganó la premio a la mejor actriz de reparto en los premios de la National Society of Film Critics.

## Argumento
Un ladrón retirado (Allen) decide reunir a su banda para perpetrar un último y definitivo asalto a un banco. El plan: alquilar un establecimiento de pizzas que está al lado para excavar un agujero y llegar hasta dicho banco. Su esposa (Tracey Ullman), al no saber hacer pizzas, comienza un negocio de galletas que los hace millonarios. Pero que sean ricos no significa que tengan buen gusto... ni que tomen las decisiones correctas.

## Reparto
- Woody Allen como Ray Winkler.
- Tracey Ullman como Francés «Frenchy» Fox-Winkler.
- Elaine May como May Sloane.
- Elaine Stritch como Chi-Chi Velázquez Potter.
- Hugh Grant como David Perrette.
- Michael Rapaport como Denny Doyle.
- Tony Darrow como Tommy Walker.
- Jon Lovitz como Benjamin «Benny» Bukowski.
- Brian Markinson como Ken DeLoach.
- George Grizzard como George Blint.
- Larry Pine como Charles Bailey.
- Kristine Nielsen como Emily Bailey.

## Recepción crítica
La película recibió críticas generalmente positivas de los críticos. El agregador de reseñas Rotten Tomatoes registra que la película recibió 67 % de comentarios positivos, basado en 99 reseñas. Metacritic informa que la película tiene una puntuación media de 69 de 100, basada en 32 reseñas.
Ullman fue nominada para un Globo de Oro a la mejor actriz - comedia o musical por su actuación, y Elaine May ganó mejor actriz de reparto en los premios de la National Society of Film Critics por su actuación.
Small Time Crooks fue la película de mayor recaudación dirigida por Allen en la taquilla estadounidense entre Crimes and Misdemeanors en 1989 y Match Point en 2005, con una ganancia bruta de $ 17.2 millones. Sin embargo, también fue una de las pocas películas posteriores de Allen que se desempeñó menos bien fuera de los Estados Unidos y Canadá, y su global bruto fue de $ 29.9 millones.